# Naum Gabo
Naum Gabo, właśc. Naum Pevsner (hebr. ‏נחום נחמיה פבזנר‎, ur. 24 lipca?/5 sierpnia 1890 w Briańsku, zm. 23 sierpnia 1977 w Waterbury (Connecticut)) – rosyjski rzeźbiarz i grafik pochodzenia żydowskiego; od 1946 aktywny w USA.

## Życiorys
Jeden z głównych inicjatorów konstruktywizmu. Tworzył kompozycje abstrakcyjne z metalu i mas plastycznych, m.in. Manifest realistyczny (1920) – wraz z bratem Antoine Pevsnerem.

## Galeria

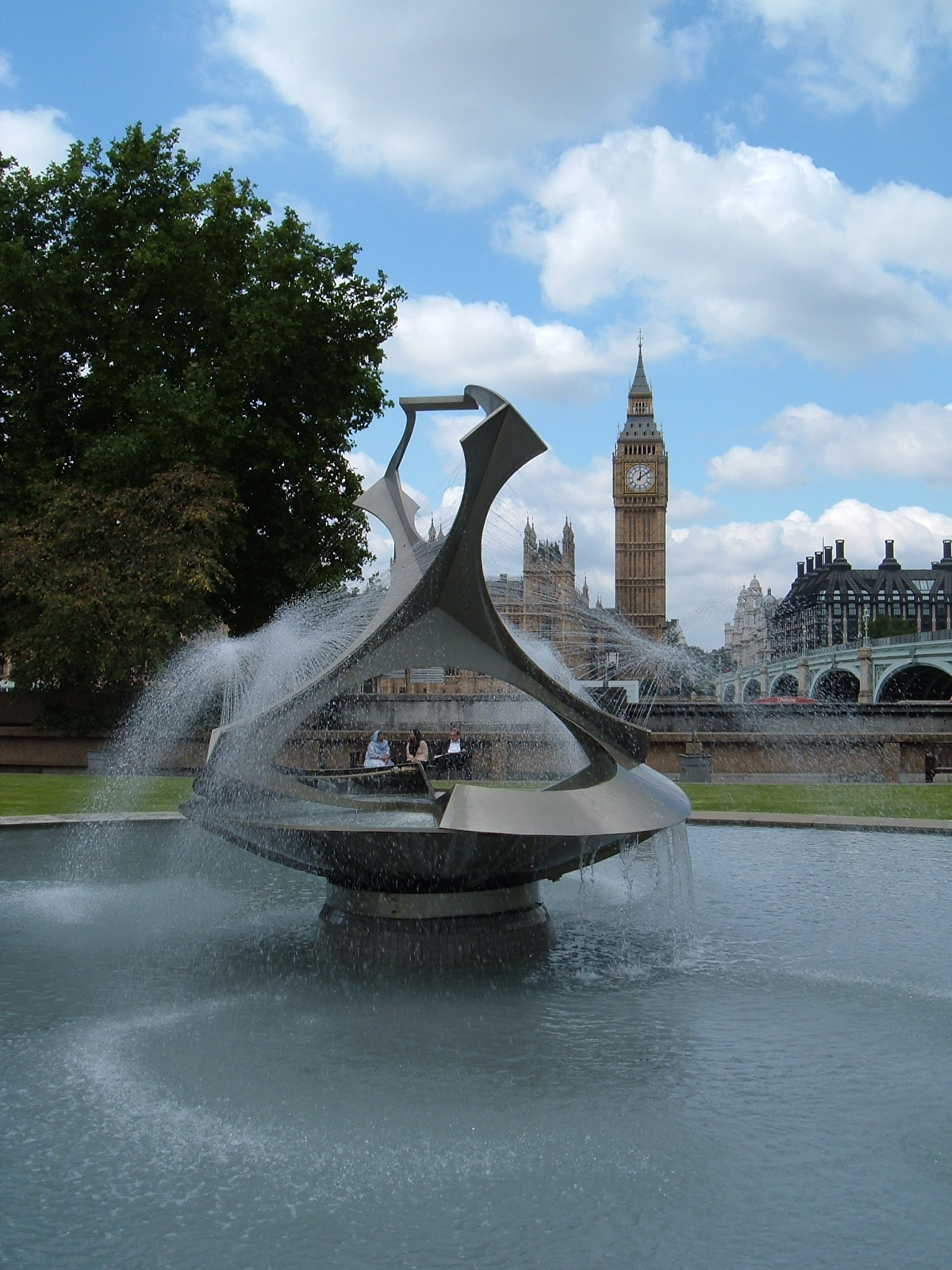
Ruchoma fontanna w Londynie, 1972
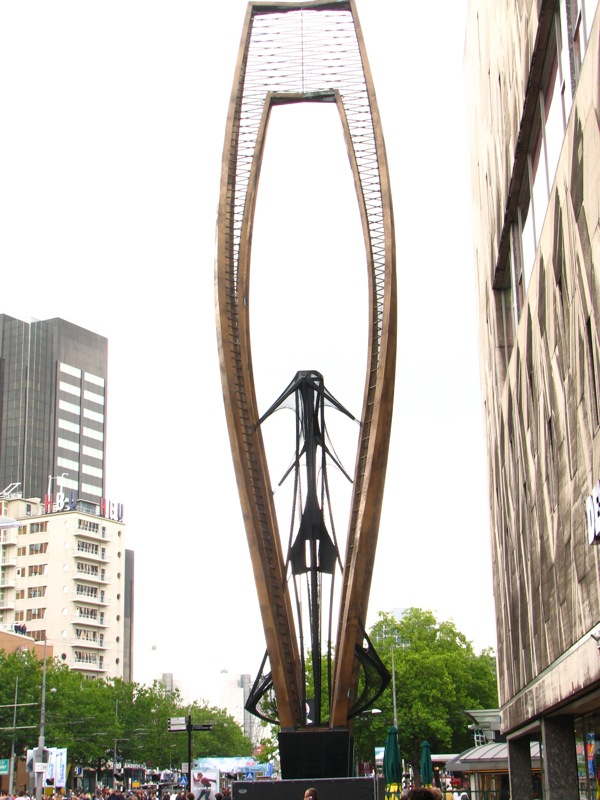
Rzeźba w Rotterdamie, 1957
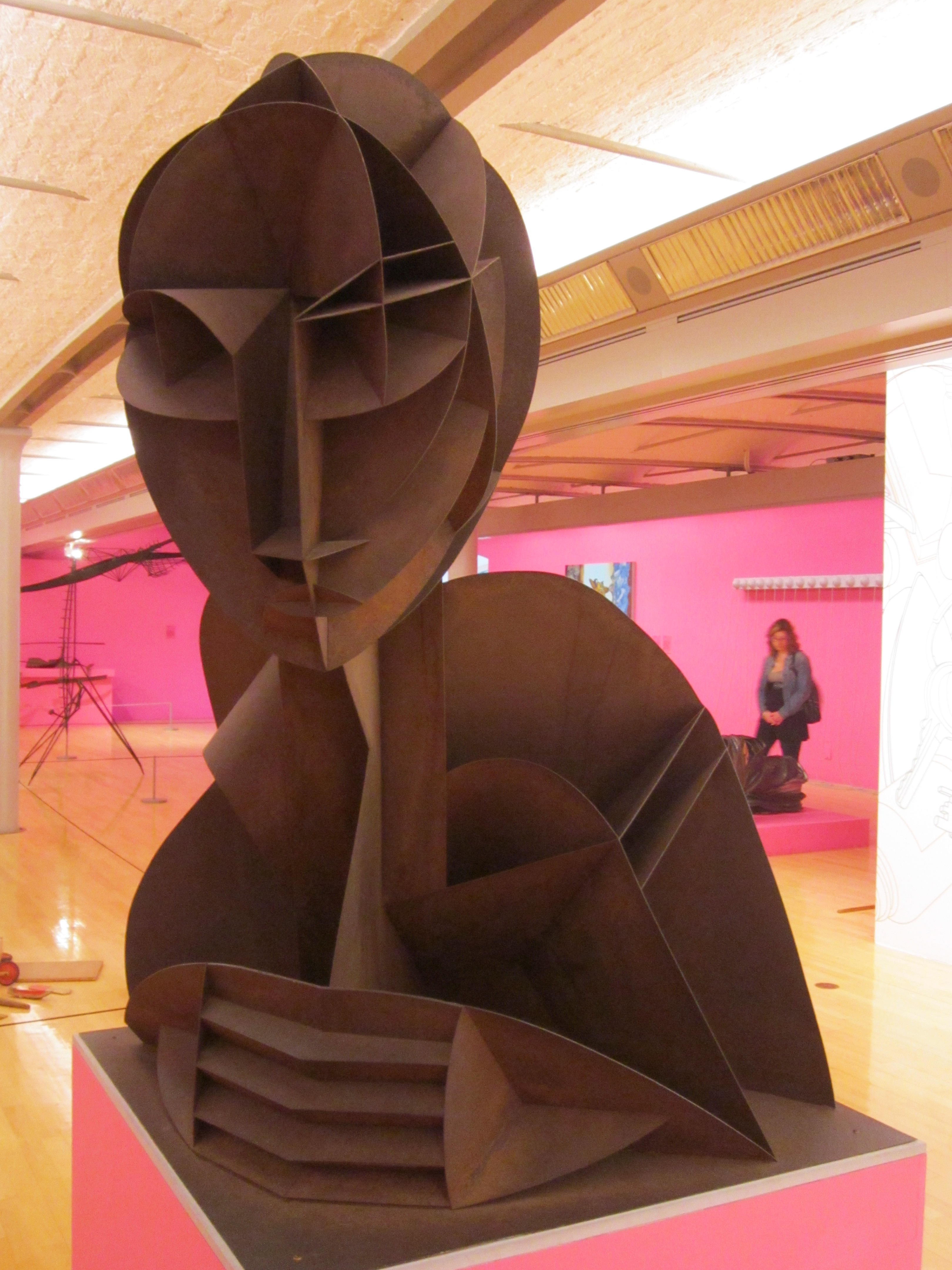
Head No. 2; Tate Liverpool